# Peter Antonie
Peter Thomas Antonie (Melbourne, 11 de mayo de 1958) es un deportista australiano que compitió en remo.
Participó en tres Juegos Olímpicos de Verano, obteniendo una medalla de oro en Barcelona 1992, en la prueba de doble scull, en quinto lugar en Seúl 1988 (cuatro scull) y el octavo en Atlanta 1996 (doble scull).
Ganó cinco medallas en el Campeonato Mundial de Remo entre los años 1977 y 1990.
En 1987 fue condecorado con la Medalla de la Orden de Australia (OAM) y posteriormente con la Medalla Deportiva Australiana.

## Palmarés internacional
| Juegos Olímpicos   | Juegos Olímpicos         | Juegos Olímpicos  | Juegos Olímpicos          |
| Año                | Lugar                    | Medalla           | Prueba                    |
| ------------------ | ------------------------ | ----------------- | ------------------------- |
| 1992               | Barcelona (España)       | Medalla de oro    | Doble scull               |
| Campeonato Mundial |                          |                   |                           |
| Año                | Lugar                    | Medalla           | Prueba                    |
| 1977               | Ámsterdam (Países Bajos) | Medalla de plata  | Cuatro sin timonel ligero |
| 1978               | Copenhague (Dinamarca)   | Medalla de bronce | Cuatro sin timonel ligero |
| 1983               | Duisburgo (RFA)          | Medalla de plata  | Ocho con timonel ligero   |
| 1986               | Nottingham (Reino Unido) | Medalla de oro    | Scull individual ligero   |
| 1990               | Tasmania (Australia)     | Medalla de bronce | Doble scull               |